# Autopohádky 2
Autopohádky 2 je kompilační album české hudební skupiny Chinaski, vydané roku 2008 společností Universal Music s.r.o. Jde o 2 CD kompilační album spojené s prvním CD Autopohádky, vydané v roce 2004.

## Seznam skladeb
CD 1
| Pořadí | Název               | Délka |
| ------ | ------------------- | ----- |
| 1.     | Chrysler            | 2:23  |
| 2.     | O Plivníkovi        | 9:48  |
| 3.     | Plivníkova píseň    | 2:22  |
| 4.     | nepojmenováno       | 5:23  |
| 5.     | Kola a kapoty       | 2:19  |
| 6.     | Účetní a víla       | 7:17  |
| 7.     | Víla                | 19:00 |
| 8.     | 1, 2, 3. 4, 5, 6... | 1:31  |
| 9.     | O princezně         | 7:43  |
| 10.    | Porsche 911         | 10:52 |
| 11.    | Tatínek             | 1:38  |

CD 2 (nové vydání 2008)
| Pořadí | Název                              | Délka |
| ------ | ---------------------------------- | ----- |
| 1.     | Večeře                             | 1:54  |
| 2.     | Ukolíbavka                         | 3:13  |
| 3.     | Jak si pan Chrysler koupil šoféra  | 4:40  |
| 4.     | Za tebou                           | 7:30  |
| 5.     | Závod                              | 2:25  |
| 6.     | O pyšný Boženě a švestkový Oktávii | 11:01 |
| 7.     | Když jde auto k doktorovi          | 15:31 |
| 8.     | Andělé strážný                     | 3:00  |
| 9.     | Nejkrásnější sen                   | 7:02  |
| 10.    | Šoférská koleda                    | 9:17  |
| 11.    | Hvězdy nad hlavou                  | 3:46  |

Celkem každé CD obsahuje tři pohádky z knihy Autopohádky od Jiřího Marka:
- CD1: O plivníkovi, Účetní a víla, O princezně která se nesmála.
- CD2: Jak si pan Chrysler koupil šoféra, O pyšný Boženě a švestkový Oktávii, Nejkrásnější sen

Každá z pohádek má dvě mluvené části přerušené minimálně jednou písničkou, ne každá písnička má vlastní stopu.

## Hudební aranžmá
Autory všech skladeb jsou Chinaski.